# Rakétamozgást Tanulmányozó Csoport
A Rakétamozgást Tanulmányozó Csoport, rövidítve GIRD (oroszul: ГИРД – Группа изучения реактивного движения, magyar átírásban: Gruppa izucsenyija reaktyivnovo dvizsenyija) a Szovjetunióban 1931-ben a rakéták és rakétahajtóművek kifejlesztésére és tanulmányozására létrehozott, több csoportból álló tudományos és kísérleti szervezet. Tevékenységében a moszkvai csoport játszott főszerepet, de ilyen csoportok Leningrádban és a Szovjetunió más nagyobb városaiban is működtek. 1933-ban összeolvadt a Gázdinamikai Laboratóriummal (GDL) és a két szervezetből létrehozták a Rakétakutató Intézetet (RNII). A GIRD-nek a GDL-el együtt fontos szerepe volt a szovjet rakétatechnikai alapjainak megteremtésében.

## Története
1931 őszén a Szovjetunió két nagyvárosában, Moszkvában és Leningrádban alakultak meg elsőként az Oszoaviahim keretei között a rakétahajtással foglalkozó csoportok, amelyek társadalmi szerveződésként összefogták a rakétatechnika iránt érdeklődő személyeket. A moszkvai csoport (MoszGIRD) 1931. szeptember 15-én, a leningrádi (LenGIRD) november 13-án jött létre.